# Test Event Beijing 2008
Il Test Event Beijing 2008 è stata una corsa di ciclismo su strada maschile disputata secondo il formato del Challenge, suddivisa in due prove, una in linea ed una a cronometro, lungo le strade che avrebbero dovuto ospitare l'anno successivo le gare di ciclismo valevoli per i Giochi Olimpici di Pechino.
La categoria di classificazione della corsa era 2.2.; la prima prova venne vinta dall'italiano Gabriele Bosisio, mentre la seconda fu conquistata dall'australiano Cadel Evans, che si assicurò anche la classifica finale.

## Albo d'oro
| Anno | Vincitore   | Secondo             | Terzo           |
| ---- | ----------- | ------------------- | --------------- |
| 2007 | Cadel Evans | Aleksandr D'jačenko | Vincenzo Nibali |

## Dettaglio delle prove

### 1ª Prova -Gara in linea
- 18 agosto: Pechino > Pechino - 174 km

| Pos. | Corridore           | Squadra             | Tempo    |
| ---- | ------------------- | ------------------- | -------- |
| 1    | Gabriele Bosisio    | LPR                 | 4h27m14" |
| 2    | Aleksandr D'jačenko | Ulan                | a 3"     |
| 3    | Vincenzo Nibali     | Liquigas            | a 47"    |
| 4    | Jacek Morajko       | Riberalves-Alcobaca | s.t.     |
| 5    | Cadel Evans         | Predictor Lotto     | s.t.     |

### 2ª Prova -Gara a Cronometro
- 19 agosto: Pechino > Pechino - 23,65 km

| Pos. | Corridore           | Squadra         | Tempo     |
| ---- | ------------------- | --------------- | --------- |
| 1    | Cadel Evans         | Predictor Lotto | 32'28.92" |
| 2    | Michael Rogers      | T-Mobile        | a 25"     |
| 3    | Aleksandr D'jačenko | Ulan            | a 59"     |
| 4    | Vincenzo Nibali     | Liquigas        | a 1'24"   |
| 5    | Haijun Ma           | Ulan            | a 1'29"   |

## Classifica generale
| Pos. | Corridore                | Squadra                 | Tempo    |
| ---- | ------------------------ | ----------------------- | -------- |
| 1    | Cadel Evans              | Predictor Lotto         | 5h00'29" |
| 2    | Aleksandr D'jačenko      | Ulan                    | a 15     |
| 3    | Vincenzo Nibali          | Liquigas                | a 1'24"  |
| 4    | Jacek Morajko            | Riberalves-Alcobaca     | a 2'21"  |
| 5    | Hossein Askari           | Giant Asia              | a 4'03"  |
| 6    | Jonathan Garcia          | BMC Racing Team         | a 5'35"  |
| 7    | Francisco Torrella Gomez | Comunidad Valenciana    | a 5'49"  |
| 8    | Scott Nydam              | BMC Racing Team         | a 7'14"  |
| 9    | Chan Chun Hing           | Hong Kong National Team | a 8'14"  |
| 10   | Michael Rogers           | T-Mobile                | a 9'38"  |